# 帝立第13軍学校歩兵科異常アリ!?
『帝立第13軍学校歩兵科異常アリ!?』（ていりつだいじゅうさんぐんがっこうほへいかいじょうあり）は、石田あきらによる4コマ漫画作品。芳文社のまんがタイムきららキャラット2004年4月号より2009年11月号まで連載されていた。また、きららキャラット誌とは別に2004年11月号から2005年5月号までは隔月でまんがタイムきららMAXでも連載していた。
後半から終盤にかけて作者のスケジュールの都合で休載が多く、3巻刊行後、4巻が出るまで3年近くを要した。

## あらすじ
怪力娘のクリスは帝立軍学校の第13分校歩兵科に入校した。軍学校で知り合った友人たちと教養科目をこなしつつ、騎兵科に対するライバル心を燃やしていく。

## 主な登場人物
クリス・キンバレン
歩兵科1年D組の候補生。14歳。
茶髪のポニーテール。髪は赤色のリボンで結んでいる。瞳の色も茶色。
怪力娘で、突進してきた馬を持ち上げたり男数人で使う攻城兵器のハンマーを軽々と持ち上げたりする。
勉強が得意ではなく、田舎では10分とじっとしていられなかった。
入校する前は牧場で手伝いをしていた。そのためか動物の扱いは得意で、動物と会話することも可能。
メノア・ホワイトテイル
クリスの同級生。14歳。入学時に馬に轢かれそうになったのを助けてもらったのがクリスとの出会い。
黒髪のロングヘア。瞳の色も黒。
クリスに助けてもらったことで、特別な感情を抱くようになる。
クリスの同部屋のはずだった女子に頼み込んで部屋を交換してもらい、同部屋となる。
田舎では猟師に育てられたため、弓（自作）が非常に得意。また、野草に対する知識も深い。
言葉遣いは男っぽい。
ラフィス・ラズイル
クリスの同級生。騎兵科から学科異動してきた。12歳。
金髪。瞳の色は青。
貴族のお嬢様であったが、背が低く馬に乗れないため歩兵科に異動した。
クレアと同部屋。
幼いころから鍛えられたため、剣の腕は確かで、本来年上のはずのクリスより勉強の成績もいい。
椅子に座ると前が見えなくなるため、授業中はクレアのひざに座っている。
学科異動直後は騎兵科とのあまりのギャップにかなり戸惑っていた。
クレア・シーン
クリスの同級生。15歳。
髪は紫のロングヘア。三つ編みにしている。瞳の色も紫。
胸の発育はかなりいいようである。
朝早くは立ったまま寝てしまうことがある。
他の生徒よりひ弱に見える（というより他が強すぎる）が、ムチでの戦いやロープの扱いで隠れた実力を見せた。
ジーク・トール
クリスの同級生の男子。16歳。
髪は銀色の長髪。瞳の色は青。
クリスと出会ったときに冷たい態度をとったため、一方的にライバル視されている。
剣の腕は非常に優秀で、歩兵科1年でも1、2を争う。自称学年一の剣の腕前をもつイアン・スティルトーとの決闘も完勝した。
オリファー・レイクボード
クレアたち歩兵科1年D組の担任。
まだ先生となって1年目である。
クラスの方針はゆとり教育。
武器の腕前を見るために相手をするといったために、クリスに攻城兵器のハンマーで攻撃される羽目になる。
生徒の考えをかなり尊重している。
サフィア・ローデングリフ
騎兵科の1年。
お嬢様であるため、性格はかなり高飛車である。
入学時に馬が暴れたため、クリスを轢いてしまったことが初見となった。
子犬や子猫が好きで、ラフィスが拾った猫を引き取って育てることとなった。
ジークの決闘を見て、ジークのことを好きになった。
ニキ
魔法科の1年。
非常にネガティブな性格で、ことあるごとにどこからともなくロープを出して首を吊ろうとしては周りに止められている。
授業でも忘れ物をすることが多い。
ほうきで空を飛ぶ練習をしていたところをクリスにボールで撃ち落されたことで出会った。
クリスと友人となるも、そのときに名前を聞くのを忘れてしまった。
バァン
歩兵科1年。クリスらとは別のクラス。クリス並みの怪力で大剣を使い、1対1の勝負ではその怪力と剣の腕でジークでもてこずるほど。
ジークと対照的に明るく、女の子にも興味満々の正直な性格。
トウキ・リュウ・オウカ
オウカの王女。オウカの王位継承権第2位だったが、本人に王位継承の気はなく、身を守るために表向きは留学としてヴィルアセム帝国に亡命した。
第13軍学校の歩兵科1年D組に転入。騎兵科に転入しなかったのは貴族趣味に合わなかったため。
自分の命が狙われるのは構わないが、軍の部隊で一緒だった兵士達やクリスら友達が巻き込まれるのは絶対に許せないと思っている。
クリスに興味を持ち、部屋が狭ければ一緒のベッドで寝ようなどとちょっかいを出すたびにメノアを怒らせている。
暗器を得意とする。
D組生徒
クリス達のクラスメイト。大掃除の時には男子生徒の強い要望により女子生徒全員がメイド服を着て掃除をさせられた。男子生徒は「騎兵科では生徒全員に専属のメイド達がいる」とラフィスから聞いて心底羨ましがったり、森でキャンプをしたら野生に染まって人間の言葉を忘れかけたりする。

## 主な舞台
ヴィルアセム帝国
この漫画の舞台となっている国家。300年の歴史を持つ。現在の皇帝はゴール三世。
大陸の5分の1を占める国家で、軍部が国の中枢を占める軍事国家である。
軍で成り上がるには帝立軍学校を卒業することが必須。
帝立軍学校
士官学校。12の分校があり、13番目を建設中である。
入学資格は12歳から16歳まで、入学試験をパスする必要がある。
奨学金制度があり、クリスやメノアはそれを利用している。
クリスたちの通う軍学校は12番目の分校で、併合されたリオン王国の土地にある。
オウカ
1000年の歴史を持つ。
大陸の6分の1を占める。かつてはほぼ全土を支配していた。
東の国境が緊張状態。ヴィルアセム帝国とその間にあるレーノルド王国の2カ国と同盟。

## 書誌情報等

### 単行本
芳文社より「まんがタイムKRコミックス」として刊行されている。
1. 第1巻（2005年10月12日発行） ISBN 4-8322-7547-X
2. 第2巻（2006年7月12日発行） ISBN 4-8322-7583-6
3. 第3巻（2007年7月12日発行） ISBN 978-4-8322-7636-9
4. 第4巻（2010年5月12日発行） ISBN 978-4-8322-7909-4